# Reuss (reka)
Reuss (švicarsko nemško Rüüss) je reka v Švici. Z dolžino 164 kilometrov in porečjem 3426 kvadratnih kilometrov je četrta največja reka v Švici (za Renom, Aare in Rono). Zgornja Reuss tvori glavno dolino kantona Uri. Potek spodnje Reuss poteka od Vierwaldstadtskega jezera do sotočja z Aare pri Bruggu in Windischu.
Reuss je ena od štirih večjih rek, ki izvirajo v regiji Gotthard, skupaj z Renom, reko Ticino in Rono.

## Geografija

### Potek
Gotthardreuss izvira v masivu Gotthard, izvira iz Lago di Lucendro (rezervoar zgrajen leta 1947; nadmorska višina 2134 m) v kantonu Ticino in prehaja v kanton Uri pri Brüggbodnu (1910 m).
Furkareuss izvira vzhodno od prelaza  Furka iz Schwärziseeli in tvori dolino, imenovano Urseren, mimo naselja Realp na 1540 m.
Gotthardreuss in Furkareuss se združita pri Hospentalu (1452 m). Nizvodno od Andermatta (1432 m) Reuss prehaja skozi sotesko Schöllenen  pod legendarnim Hudičevim mostom (Teufelsbrücke). Pri Göschenenu (1102 m) se reki pridruži še Göschenerreuss. Od tod tvori glavno dolino kantona Uri, ki poteka skozi naselja Wassen (840 m), Gurtnellen (711 m), Silenen (500 m) in skozi Erstfeld (471 m), mimo Attinghausna in Altdorfa (452 m), kjeri se priključi najjužnejšemu delu  Vierwaldstadtskega jezera (Urnersee) med Flüelenom in Seedorfom (434 m).
Reuss zapusti jezero približno 20 km severozahodno, v mestu Luzern. Pomembni mostovi v Luzernu so Kapellbrücke, prvič zgrajen leta 1333, obnovljen leta 1993 in Spreuerbrücke, zgrajen leta 1408. Igelni jez, ki leži tik gorvodno od Spreuerbrücke, vzdržuje vodostaj. Kleine Emme prejme od Entlebucha pri Emmenu (432 m). Od tu teče proti severovzhodu skozi Buchrain, Root, Gisikon in Honau, dolvodno od Honaua (402 m) pa zapusti kanton Luzern in zdaj tvori mejo med Aargauom in Zugom, mimo Dietwila (Aargau), Risch-Rotkreuz (Zug), Oberrüti (Aargau) in Sins (Aargau), Hünenberg (Zug) in Mühlau (Aargau). Lorze prejme od jezera Zug dolvodno od Maschwandna.
Nižje od tega sotočja Reuss tvori mejo med Aargauom in Zürichom, mimo Merenschwanda (Aargau, 389 m) in Ottenbacha (Zürich, 384 m) in vstopi v Aargau nižje od Ottenbacha.
Znotraj Aargaua Reuss teče mimo krajev Aristau, Jonen, Rottenschwil, Unterlunkhofen, Hermetschwil-Staffeln, tu tvori Flachsee (380 m) in naprej do naselja Zufikon, Bremgarten (370 m). Reussbrücke v Bremgartnu je bil prvič zgrajen c. 1270, prvič omenjen 1281 (lesen most obnovljen 1953-1957).
Od Bremgartna Reuss vijuga med vasmi Eggenwil, Fischbach-Göslikon, Künten, Niederwil, do Stettena (352 m), teče mimo Tägeriga, Mellingena (350 m), Birrharda (340 m), Mülligena, Birmenstorfa in med Windisch in Gebenstorf, kjer se je končno pridruži Aare tik ob Bruggu, na 327 m.
Po sotočju se reka nadaljuje kot Aare, ki se pri Koblenzu izliva v [[Ren].

### Porečje
Porečje 3426 km2 približno pokriva osrednjo Švico.
Porečje reke Zgornji Reuss vključuje skoraj celoten kanton Uri (z izjemo Urner Boden in v zgornjem delu Gotthardreussa del Ticina (občina Airolo). Najvišja točka drenažnega bazena je vrh Dammastock, na nadmorski višini 3630 m.
Porečje reke Spodnji Reuss dodaja povodja drugih pritokov Vierwaldstadtskega jezera, pa tudi porečja Kleine Emme, vključno z večino kantonov Nidwaldna in Obwaldna, ter delov Schwyza, Luzerna in Zuga. Nad Luzernom nadaljnji pritoki dodajajo druge dele Zuga ter dela kantonov Zürich in Aargau.

### Pritoki
Reuss in njegovi pritoki, z dolžino in povodjem, od ust do izvira (nepopolno):
Reuss - 164 km - 3,426 km²
Mülibach - 8 km² (pri Mellingen)
Jonen – 46 km²
Lorze – 390 km² (pri Reussspitz, Hünenberg)
Sinserbach – 16 km² (pri Sins, Switzerland|Sins)
Ron - 22,5 km² (pri Gisikon)
Kleine Emme - 58 km – 477 km² (pri Emmenbrücke)
Vierwaldstadtsko jezero - 113,6 km² - 2.238 km² (pri Luzernu, iztok Reuss)
Würzenbach - 7.7 km – 39 km2 (pri Luzernu)
Sarner Aa/Dreiwässerkanal/Aa/Lauibach - 28 km – 267 km² (pri Alpnachstadu)
Melbach – 18 km2 (pri Ennetmoosu)
Engelberger Aa - 50 km – 230 km² (pri Buochsu)
Muota – 316 km² (pri Brunnenu)
Isitalerbach – 60 km² (blizu Isletena)
Altdorfer Dorfbach (pri Altdorf, Uri|Altdorf)
Zgornji Reuss – 832 km² (pri Seedorfu v jezero)
Schächen – 109 km² (pri Attinghausenu)
Alpbach – 32 km2 (pri Erstfeldu)
Kärstelenbach – 116 km²
Meienreuss – 71 km²
Göschenenalpreuss – 92 km² (pri Göschenenu)
Unteralpreuss (pri Andermattu)

## Zgodovina

### Ime
Ptolemaj piše predgermansko ime reke kot Silana (od koder ime Silenen). Germansko ime je izpričano kot Rusa, Rusia iz 9. stoletja (včasih zabeleženo kot Ursa v zgodnjem modernem obdobju, prim. dolina Urseren), iz zgodnje germanskega *Rūsi, *Rūsjō-.
Greule (1982) to ime razlaga kot staroevropski hidronim, ki je neposredno soroden z Riß. Zaradi Ptolemajevega zapisa o predgermanskem imenu Silana je možno, da je bil le del reke v antiki znan kot *Rūsi; *Rūsi je razlagano kot povsem germansko ime, uvedeno z germansko naselbino v zgodnjem srednjeveškem obdobju, izpeljanka iz starovisokonemške wikt: ''rūsa'', ''riusa'' – 'vrša'. 

### Zgornja reka Reuss
Do 13. stoletja je bila soteska Schöllenen neprehodna in je dolino Urseren ločevala od Urija. Urseren je bila dostopna prek prelaza Furka in  Oberalp in je bila pod vplivom škofije Chur.
Glavno poselitveno območje Urija je bila ravnica rečnega izliva Altdorf (Reussebene). Naselja so se po navadi tvorila na obeh straneh reke, sama reka pa je bila pogosto sprejeta kot skupna ali župnijska meja.
Soteska Schöllenen je bila v 1230-ih prehodna in je odprla dostop do prelaza Gotthard. To je imelo za posledico neizmerno povečanje strateške vrednosti doline Reuss, kar se kaže v podelitvi cesarske neposrednosti Uriju in v širšem političnem ozadju temeljev Stare švicarske konfederacije.
Reuss je bila kanalizirana med Attinghausenom in Altdorfom v letih 1850–1863 in do izliva v letih 1900–1912, kar je znatno povečalo obdelovalne površine na Reussovi planoti. Manjša rečna delta je bila obnovljena leta 1985. Po poplavi leta 1987 so bili v letih 1995–1999 zgrajeni izboljšani protipoplavni ukrepi.
V soteski Schöllenen je bila zgrajena majhna hidroelektrarna za gradnjo predora Gotthard leta 1875. Večje hidroelektrarne so bile zgrajene v Amstegu (1922), Wassenu (1949) in Göschenenu (1962).

### Spodnja reka Reuss
Spodnja reka Reuss teče vzdolž niza nekdanjih ledeniških jezer. Naselja ob reki so bila zgrajena na stranskih morenah, sama struga pa je bila močvirnata in poplavljena, zato neprimerna za naselitev. Najstarejši rečni prehodi so ob končnih morenah med nekdanjimi ledeniškimi jezeri.
Dolina reke Reuss je bila v 14. stoletju pod habsburško oblastjo.
V 15. stoletju je Reuss postala meja med ozemlji Švicarske konfederacije, leta 1429 med Luzernom in Zürichom, kasneje pa med Zugom, Zürichom in kondominijem Freie Ämter, med Freie Ämter in Badnom ter med Badnom in Bernom. Reuss je nižje od Ottenbacha, z nastankom tega kantona, leta 1803 ležala v Aargauu.
Reuss je imela v poznem srednjeveškem obdobju status 'proste cesarske ceste' (freie Reichsstrasse). Do leta 1798 so bile za ohranjanje plovnosti reke odgovorne kantonalne oblasti (Reussherren iz Luzerna in Zuga).
Reuss je bila pomembna kot plovna pot za promet med Luzernom in Zurzachom ter prek reke Aare do Basla, vse do gradnje tranzitnih cest v 18. stoletju. Rečni prehodi s trajekti so bili v srednjeveškem obdobju pri Lunkhofnu (omenjen 1160), Windischu, Sinsu, Mühlauu, Oberrütiju in Dietwilu. Prehod pri Lunkhofnu je bil na glavni poti od Züricha do Berna. Mostovi čez Reuss so bili v Luzernu, v Bremgartenu (1230), Mellingenu (omenjen 1253) in Gisikonu (1432). Leta 1528 so katoliški kantoni blokirali trgovske poti čez reko Reuss za protestantske kantone, trgovina med Zürichom in Bernom pa je bila preusmerjena skozi Windisch.
Ker so bili trajekti in mostovi vir dohodka, so gradnji novih prehodov v zgodnjem modernem obdobju nasprotovali, zgrajen je bil le en nov most, ki ga je Zug naročil pri Sinsu (1640). Novi mostovi so bili zgrajeni šele po propadu Stare švicarske konfederacije, npr. v Windishu (1799), Ottenbachu (1864) in Mühlau (1940).
Do konca 20. stoletja je bilo več kot ducat prečkanj Spodnje reke Reuss, vključno s številnimi železniškimi in avtocestnimi mostovi.
Projekta za kanalizacijo v letih 1648 (Hans Condard Gyger) in 1809 (Johann Gottfried Tulla) nista bila realizirana.
Leta 1840 je Aargau z omejenim vplivom zgradil nekaj regulacij. Obsežen projekt rečnega inženirstva je bil zaključen med 1971–1985 (Reusstalsanierung). Hidroelektrarna v Bremgartnu-Zufikonu je bila zgrajena leta 1893 in razširjena leta 1975 (rezervoar Flachsee).